# Li Shuoxun
Li Shuoxun (chinois : 李硕勋 ; pinyin : lǐ shuòxūn), né le 23 février 1903 dans le xian de Qingfu (zh) (庆符县, aujourd'hui xian de Gao), dans la province du Sichuan, et décédé le 16 septembre 1931, est un martyr communiste chinois. 

## Biographie
Il rejoint le Parti communiste chinois en 1924. Après la rupture entre le parti communiste chinois et le Kuomintang à la fin du premier front uni en 1927, lorsque Tchang Kaï-chek déclare la loi martiale, il devient un chef clandestin. En 1931, il se rend sur l'île de Hainan, mais y est arrêté par le Kuomintang et exécuté.

## Postérité
Son fils, Li Peng qu'il a eu avec son épouse, Zhao Juntao, sœur de Zhao Shiyan, est le premier ministre de la république populaire de Chine de 1988 à 1998 et président du Comité permanent de l'Assemblée nationale populaire de la république populaire de Chine (RPC) de 1998 à 2003.